# Teke (B.70) jezici
Teke (B.70) jezici, podskupina od (12) nigersko-kongoanskih jezika iz Konga i DR Konga i Gabona. Pripadaju sjeverozapadnoj bantu skupini u zoni B.
Predstavnici su: ibali ili ibali teke, kiteke) [tek], ukupno 203.200; ngungwel ili engungwel [ngz], 45,000 (1988 SIL); tchitchege [tck], teke-eboo ili bamboma [ebo], 20,400 u Kongu (2000) i nešto u DR Kongu; teke-fuumu ili teke du pool [ifm], 8.150 (2000); teke-kukuya ili chikuya [kkw], 38.800 (2000); teke-laali ili ilaali [lli], 2.100 (2006); teke-nzikou ili njiunjiu, njyunjyu [nzu], nepoznat broj govornika; teke-tege ili iteghe [teg], ukupno 65.000; teke-tsaayi [tyi], ukupno 129.500; teke-tyee ili zapadni teke [tyx], 14.400; yaka ili iyaka [iyx], 10.000 (1988).

## Vanjske poveznice
- Ethnologue (14th)
- Ethnologue (15th)